# Johana Marková
Johana Marková (* 15. Mai 1999) ist eine tschechische Tennisspielerin.

## Karriere
Marková begann mit vier Jahren das Tennisspielen und bevorzugt Hartplätze. Sie spielte bisher überwiegend auf der ITF Women’s World Tennis Tour, wo sie bislang einen Titel im Einzel und zehn im Doppel gewann.

## Turniersiege

### Einzel
| Nr. | Datum        | Turnier | Kategorie | Belag | Finalgegnerin    | Ergebnis |
| --- | ------------ | ------- | --------- | ----- | ---------------- | -------- |
| 1.  | 12. Mai 2019 | Tučepi  | ITF W15   | Sand  | Veronika Erjavec | 6:4, 6:1 |

### Doppel
| Nr. | Datum              | Turnier       | Kategorie   | Belag     | Partnerin            | Finalgegnerinnen                           | Ergebnis         |
| --- | ------------------ | ------------- | ----------- | --------- | -------------------- | ------------------------------------------ | ---------------- |
| 1.  | 16. September 2017 | Prag          | ITF $15.000 | Sand      | Anastasia Dețiuc     | Nadija Kolb Natalie Pröse                  | 6:2, 6:2         |
| 2.  | 26. Mai 2018       | Antalya       | ITF $15.000 | Sand      | Mira Antonitsch      | Haruna Arakawa Magdaléna Pantůčková        | 6:3, 7:5         |
| 3.  | 20. Oktober 2018   | Antalya       | ITF $15.000 | Hartplatz | Magdaléna Pantůčková | Polina Gubina Anastassija Wassyljewa       | 6:1, 6:0         |
| 4.  | 30. März 2019      | Antalya       | ITF W15     | Sand      | Nika Radišić         | Elena Malõgina Park So-hyun                | 6:0, 6:0         |
| 5.  | 20. Juli 2019      | Olomouc       | ITF W25     | Sand      | Anastasia Dețiuc     | Jesika Malečková Chantal Škamlová          | 6:3, 4:6, [11:9] |
| 6.  | 7. September 2019  | Prag          | ITF W25     | Sand      | Anastasia Dețiuc     | Jekaterina Kasionowa Anastassija Komardina | 6:1, 6:3         |
| 7.  | 9. November 2019   | Antalya       | ITF W15     | Hartplatz | Nika Radišić         | Paula Arias Manjón Francesca Curmi         | 6:2, 4:6, [11:9] |
| 8.  | 16. November 2019  | Antalya       | ITF W15     | Sand      | Nika Radišić         | İpek Öz Wiktorija Petrenko                 | 6:4, 7:5         |
| 9.  | 12. September 2020 | Prag          | ITF W25     | Sand      | Anastasia Dețiuc     | Sofia Sewing Katie Volynets                | 6:2, 6:1         |
| 10. | 19. September 2020 | Frýdek-Místek | ITF W25     | Sand      | Anastasia Dețiuc     | Miriam Kolodziejová Jesika Malečková       | 6:1, 6:4         |